# Последняя надежда (телесериал)
«После́дняя наде́жда» (англ. Last Resort) — американский драматический телесериал, созданный Шоном Райаном, премьера которого состоялась 27 сентября 2012 года на канале ABC. 16 ноября ABC закрыл сериал из-за низких рейтингов, но затем объявил, что хотя сериал не будет продлён на полный сезон, будут показаны все отснятые 13 эпизодов.

## Сюжет
Сериал рассказывает об экипаже атомной подводной лодки США «USS Колорадо» (тип «Огайо»), капитан которой Маркус Чаплин отказывается выполнять приказ нанести ядерный удар по Пакистану. После чего подлодку атакуют и она получает пробоину. Чаплин решает направить повреждённую подлодку к ближайшему острову Сент Мари и разбить там лагерь. Он объявляет остров независимым государством и выдвигает требование — если кто-нибудь нападёт на остров, подлодка нанесёт ответный ядерный удар.

## Производство
В конце августа 2011 года ABC купил сценарий пилотного эпизода, написанного номинантом на премию «Эмми» — Шоном Райаном и совместно с ним продюсируемого Карлом Гадждусеком. 4 января Мартин Кэмпбелл присоединился к проекту в качестве режиссёра пилотного эпизода и ещё одного продюсера, а 6 января канал официально дал зелёный свет на съёмки пилота.
Кастинг на основные роли в пилоте начались в феврале 2012 года. Лауреат двух премий «Эмми» — Андре Брауэр был первым актёром, присоединившимся к пилоту в роли капитана Маркуса Чаплина, главного героя сериала, 3 февраля. Далее Дэйзи Беттс получила главную женскую роль 8 февраля, а следом 9 февраля Отем Ризер, 17 февраля — Скотт Спидмен, 21 февраля — Дичен Лакмэн и 5 марта — Джесси Шрэм. 31 мая было объявлено, что Роберт Патрик, роль которого первоначально носила периодический характер, присоединяется к основному составу сериала.
11 мая 2012 года телеканал, вместе с пятью другими драмами: «Нэшвилл», «Парк авеню, 666», «Красная вдова», «Последний час» и «Любовницы», утвердил пилот и заказал съёмки первого сезона из тринадцати эпизодов.

## Актёры и персонажи

### Основной состав
- Андре Брауэр — капитан Маркус Чаплин
- Скотт Спидмен — старший помощник Сэм Кендал
- Дэйзи Беттс — лейтенант Грейс Шепард, штурман корабля и друг семьи капитана Чаплина
- Камилла Де Пацци — Софи Джерард
- Дичен Лакмэн — Таня Тумреньяк
- Даниэль Лиссинг — Джеймс Кинг
- Сашэр Гьюджин — Джулиан Серрат
- Отем Ризер — Кайли Синклер, лоббист компании по производству оружия
- Джесси Шрэм — Кристина Кендал, жена Сэма Кендала
- Роберт Патрик — старшина корабля Джозеф Проссер

### Второстепенный состав
- Брюс Дэвисон — контр-адмирал Артур Шепард, отец Грейс
- Дэвид Рис Снелл — Барри Хоппер, младший офицер ВМФ, боец спецназа SEAL
- Дарри Ингольфссон — Роберт Митчелл, помощник сенатора, который встречается с Кайли Синклер

## Эпизоды
| №  | Название                                                          | Режиссёр             | Автор сценария                | Дата премьеры    | Зрители в США (млн) |
| -- | ----------------------------------------------------------------- | -------------------- | ----------------------------- | ---------------- | ------------------- |
| 1  | «Капитан» «Captain»                                               | Мартин Кэмпбелл      | Карл Гадждусек и Шон Райан    | 27 сентября 2012 | 9,31                |
| 2  | «Огонь по своим» «Blue on Blue»                                   | Кевин Хукс           | Карл Гадждусек                | 4 октября 2012   | 8,00                |
| 3  | «Восемь склянок» «Eight Bells»                                    | Майкл Оффер          | Эйлин Майерс                  | 11 октября 2012  | 6,89                |
| 4  | «Добровольцы поневоле» «Voluntold»                                | Стивен Депол         | Патрик Массетт и Джон Цинман  | 18 октября 2012  | 7,06                |
| 5  | «Неполный экипаж» «Skeleton Crew»                                 | Майкл Оффер          | Дэвид Вейнер                  | 25 октября 2012  | 6,53                |
| 6  | «Ещё один денёк на флоте» «Another Fine Navy Day»                 | Кристофер Мисиано    | Рон Фицджеральд               | 8 ноября 2012    | 5,98                |
| 7  | «На грани взрыва» «Nuke It Out»                                   | Майкл Оффер          | Ник Антоска и Нед Виззини     | 15 ноября 2012   | 5,68                |
| 8  | «Увольнение за недостойное поведение» «Big Chicken Dinner»        | Гвинет Хордер-Пэйтон | Джули Сидж                    | 29 ноября 2012   | 5,20                |
| 9  | «Вернуться к полуночи» «Cinderella Liberty»                       | Лесли Линка Глаттер  | Мореник Балогун               | 6 декабря 2012   | 5,44                |
| 10 | «Открытое море» «Blue Water»                                      | Билли Герхарт        | Эйлин Майерс и Джули Сидж     | 13 декабря 2012  | 4,94                |
| 11 | «Чёртовы торпеды» «Damn the Torpedoes»                            | Кларк Джонсон        | Патрик Массетт и Джон Цинман  | 10 января 2013   | 5,81                |
| 12 | «Заостренный конец копья» «The Pointy End of the Spear»           | Пэрис Барклай        | Рон Фицджеральд               | 17 января 2013   | 5,07                |
| 13 | «Управляемый полёт по местности» «Controlled Flight Into Terrain» | Майкл Оффер          | Карл Гадждусек и Дэвид Вейнер | 24 января 2013   | 5,48                |